# Cazzi Opeia
Моа Анна Марія Карлебекер (швед. Moa Anna Maria Carlebecker; нар. 10 листопада 1988), відома за сценічним ім'ям Cazzi Opeia — шведська ді-джейка, співачка й авторка пісень. Учасниця Melodifestivalen 2022 та 2024.

## Життя та кар'єра

### 1988—2010: Раннє життя й початок кар'єри
Моа Анна Карлебекер народилася в графстві Йончепінг, розташованому на півдні Швеції, і виросла, подорожуючи Європою та США зі своєю сім'єю. Моа є двоюрідною сестрою ведучої Грі Форсселл.
Уперше Карлебекер виступала на сцені у віці 6 років, коли виконала роль Енні в однойменному мюзиклі, який ставився у Векше. Під час першого прослуховування вона стояла спиною до журі через сором'язливість. Свою першу пісню на гітарі під назвою «Kanske» Моа написала в 11 років.
Псевдонім Cazzi Opeia походить від зоряного сузір'я Кассіопеї.
До комерційного успіху у Швеції, Cazzi Opeia виступала в нічних клуба, грала в невеликих музичних гуртах, була ді-джейкою в домашньому колективі. Початком розвитку професійної кар'єри Cazzi Opeia став 2009 рік, коли співачка брала участь у шостому сезоні Idol. Карлебекер дійшла до півфіналу, де її обіграли Маріетт Ганссон та Еріка Селін.

### 2011—2015: Розвиток кар'єри

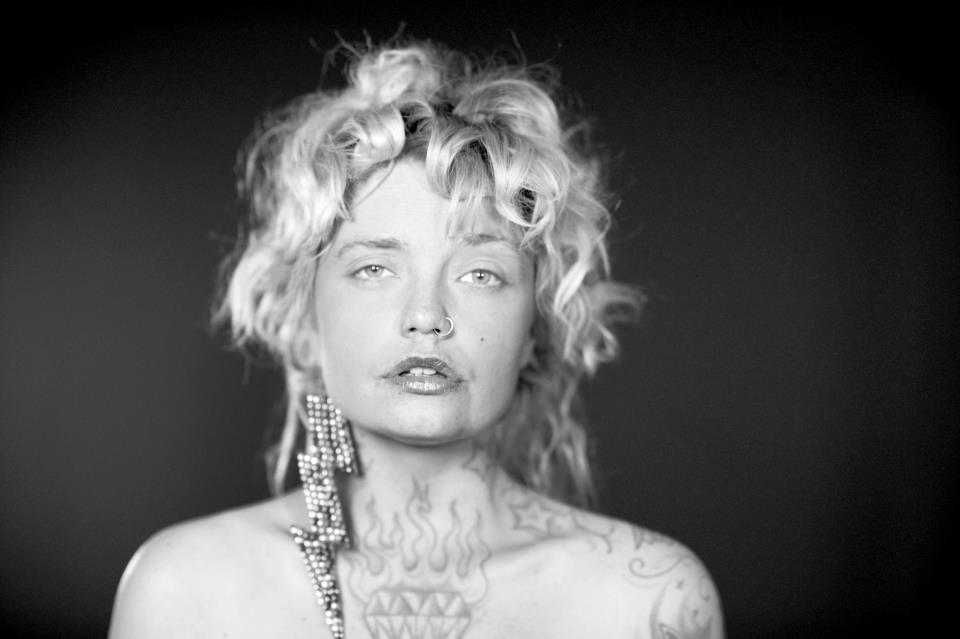
Cazzi Opeia у 2013 році

Після шоу Idol Карлебекер відкрили продюсер Біллі Манн і звукозаписна компанія Macho Records, які раніше працювали з Pink, Шер і Джесікою Сімпсон. Перший сингл Cazzi Opeia «I Belong To You» став хітом, коли виконавець DJ Tiësto зробив ремікс для платівки Club Life, що зробило співачку відомою в усьому світі. Її також похвалила за стиль і музику Періс Хілтон у зв'язку з дабстеповим кавером Cazzi Opeia на хіт Леді Гаги «Judas».

### 2016—2017: «Batman & Robin»
2016 року Cazzi Opeia почала надсилати листи з власними неопублікованими піснями різним шведським музичним лейблам. Унаслідок цього Cazzi Opeia підписала ексклюзивну всесвітню угоду з EKKO Music Rights Europe, а 2017 року — зі Superior Recordings, ліцензію на яку отримали Cosmos Music Group і The Orchard. Карлебекер майже одразу запропонували писати пісні в жанрі K-pop. Того ж 2017 року Cazzi Opeia випустила сингл під назвою «Batman & Robin» разом із Jin X Jin, а першим успіхом у k-pop стала пісня «Peek-A-Bo» для Red Velvet.

### 2017—2018: «Wild Ones» та «Rich»

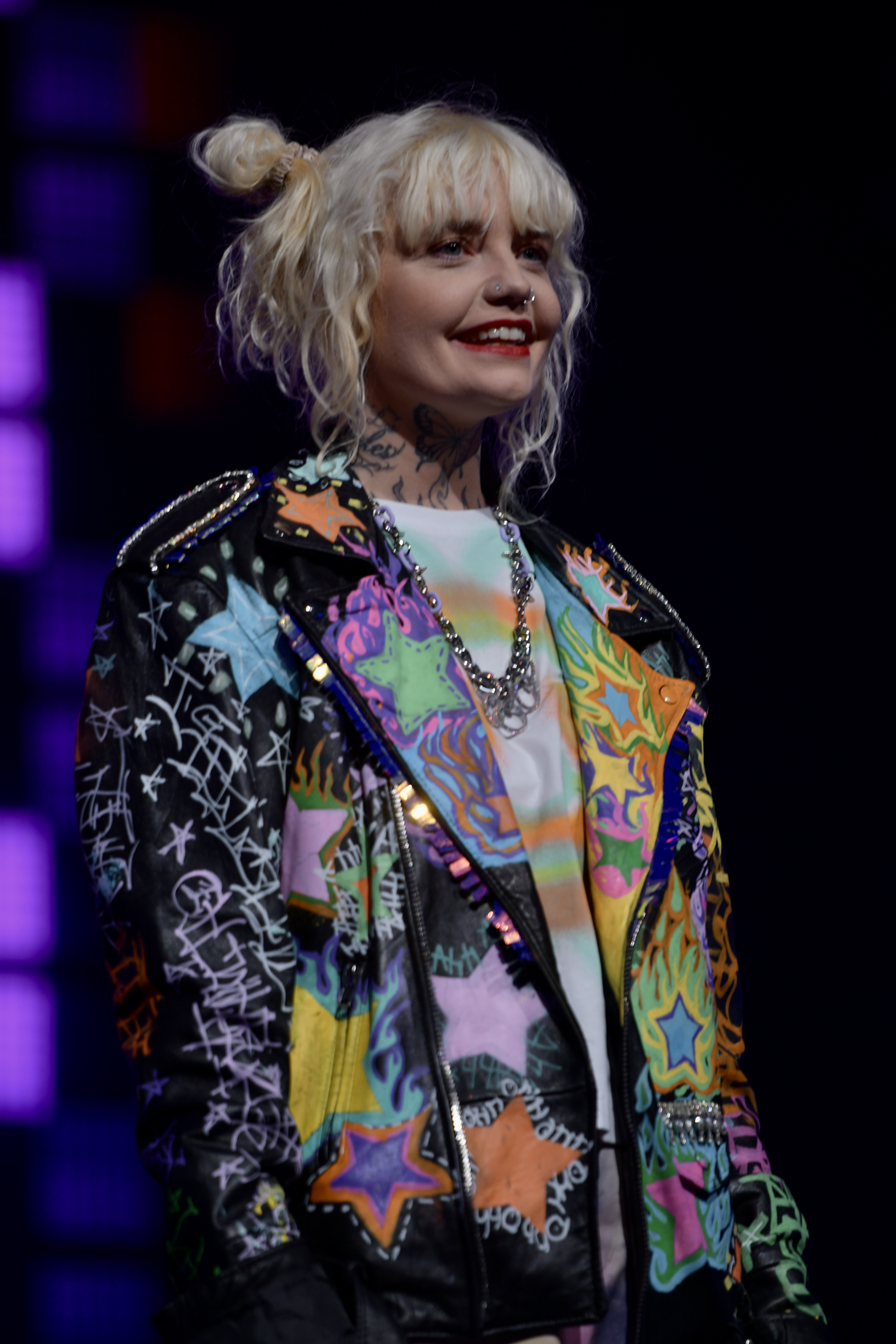
На Melodifestivalen 2022

5 травня 2017 року Cazzi Opeia була представлена в треку виконавця 528 під назвою «Meat», випущеним незалежним лейблом «Hurdy Gurdy Noise».
1 грудня 2017 року вийшов сингл під назвою «Wild Ones». Разом із випуском пісні Cazzi Opeia об'єдналася зі Шведською космічною корпорацією та транслювала свій сингл у космос, а саме в напрямку сузір'я Кассіопеї.
16 листопада 2018 року Cazzi Opeia випустила сингл під назвою «Rich» на Superior Recordings / Cosmos Music.

### 2022–дотепер: Melodifestivalen та Євробачення
Cazzi Opeia змагалася на Melodifestivalen 2022 із піснею «I Can't Get Enough». Вона виступала у третьому півфіналі, що відбувся 19 лютого 2022 року, кваліфікувалася до півфіналу 5 березня, звідки кваліфікувалася до фіналу 12 березня 2022 року, та в підсумку посіла 9 місце.

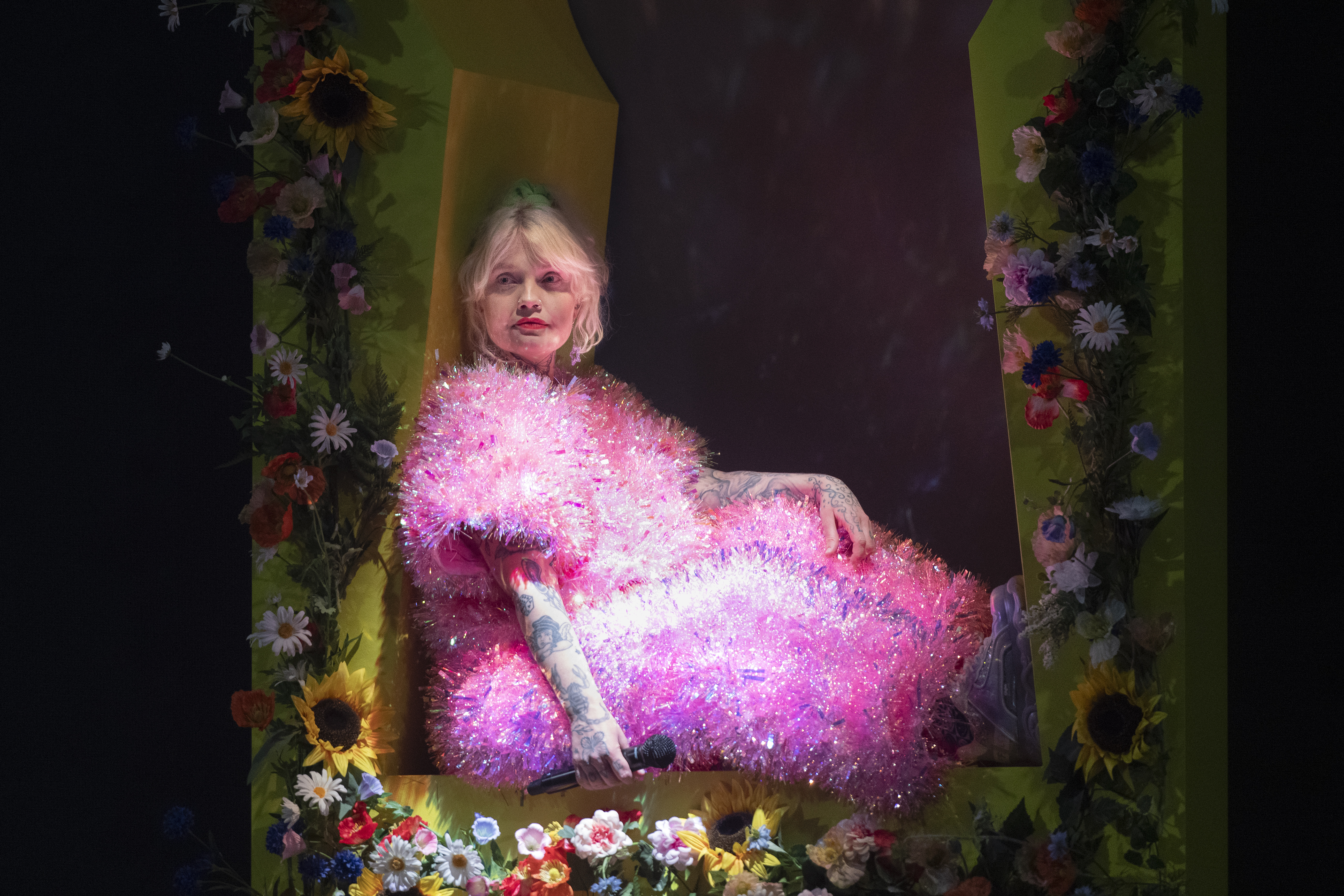
На Melodifestivalen 2024

2022 року AleXa з піснею «Wonderland», співавторкою якої є Cazzi Opeia, перемогла на Американському пісенному конкурсі.
У 2023 році Cazzi Opeia була співавторкою пісні «Tattoo» у виконанні Лорін, яка посіла перше місце на Melodifestivalen 2023 і згодом перемогла на Пісенному конкурсі Євробачення 2023 в Ліверпулі.
2024 року Cazzi Opeia знову стала учасницею Melodifestivalen, цього разу з піснею «Give My Heart a Break»; вона також була співавторкою пісні «Effortless» для співачки Jacqline. 17 лютого 2024 року Cazzi Opeia фінішувала другою у своєму півфіналі та кваліфікувалася до фіналу, де посіла 4 місце.

## Дискографія

### Як авторка та співавторка
2024
- Jacqline[en] — «Effortless»

2023
- Red Velvet
  1. «Bulldozer»
  2. «One Kiss»
  3. «Nightmare»
  4. «Will I Ever See You Again?»
  5. «Knock Knock (Who's There?)»
  6. «Chill Kill»
- aespa — «Hot Air Balloon»
- Kep1er — «I do! Do you?»
- Loreen — «Tattoo»

2022
- AleXa[en]
  1. «Back in Vogue»
  2. «Wonderland»
  3. «Tattoo»
- NCT 127 — «2 Baddies»
- Чо Ю Рі — «Love Shhh!»
- LE SSERAFIM — «The Great Mermaid»
- Ailee
  1. «525»
  2. «Murder On The Dancefloor»
- Trendz — «TNT (Truth & Trust)»
- Hyo — «Deep»
- Momoland — «Yummy Yummy Love»
- Enhypen — «Blessed-Cursed»

2021
- Oh!GG — «Melody»
- NCT Dream — «Diggity»
- Magicour — «Getcha»
- Cherry Bullet — «Pom Na Ge/Keep Your Head Up»
- Victon — «Flip A Coin»
- Weeekly — «Holiday Party»
- Cryptid TV-show «Get Out Of My Face»
- LOONA — «Be Honest»
- VERIVERY — «Underdog»
- Red Velvet
  1. «Knock On Wood»
  2. «Pose»
  3. «Queendom»
- Pentagon — «1+1 (One + One)»
- WayV — «Good Time»
- AleXa[en] — «Xtra»
- Dwin, Lucky Luke — «NOTSOBAD»
- NCT 127 — «Gimme Gimme»
- Billlie — «Flipp!ng A Coin»
- ITZY — «Tennis 0:0»
- Enhypen
  1. «Tamed-Dashed»
  2. «Mixed Up»
  3. «Fever»
- Tomorrow X Together — «LO$ER=LOVER»
- Stray Kids — «Secret Secret»

2020
- GFriend — «Mago»
- I-Land — «I&credible»
- WayV — «Unbreakable»
- BTS — «We Are Bulletproof: The Eternal»
- Emma Wu — «Go Home, huh?»
- AleXa[en]
  1. «A.I Trooper»
  2. «Do Or Die»
  3. «Kitty Run»
- The Boyz — «Break Your Rules»
- VERIVERY — «Photo»
- NCT Dream — «MU DAI RO»
- Twice
  1. «Shot Clock»
  2. «Queen»
- Tomorrow X Together — «Wishlist»
- ELRIS — «Jackpot»
- ITZY
  1. «Be In Love»
  2. «Surf»
- ENHYPEN — «Given-Taken»

2019
- DJ Antoine — «I Still Want You»
- Red Velvet
  1. «In & Out»
  2. «Sunny Side Up!»
  3. «Milkshake»
  4. «Psycho»
  5. «Power Up»
  6. «Blue Lemonade»
- GWSN — «Black Hole»
- DJ Hyo — «Badster»
- Itzy — «Icy»
- NCT Dream — «119»
- Eva Parmakova — «Lipstick»
- Twice — «HOT»
- Louam — «Big Loop»
- Sulli — «Goblin»
- TXT — «Blue Orangeade»

2018
- Red Velvet
  1. «Power Up»
  2. «Blue Lemonade»
- NCT Dream — «Drippin»
- Twice — «Dance the Night Away»
- DJ Hyo — «Punk Right»
- SHINee — «You & I»
- Gabriel Fontana — «Stilettos On»

2017
- B.A.P — «Moondance»
- Eva + Manu — «Alien»
- Djamila — «Smalltalk»
- Red Velvet — «Peek-a-Boo»
- Twice
  1. «24/7»
  2. «Someone Like Me»

### Як виконавиця
- «Give My Heart a Break» (2024)[17]
- «I Can't Get Enough» (2022)[18]
- «Rich» (2018)[5]
- «Wild Ones» (2017)[19]
- «Batman & Robin» (2017)[20]
- «Meat» (2017)[7]
- «Here She Comes» (2016)[21]
- «Here We Go Again» (2015)[22]
- «Endless Flame» (2014)[23]
- «With You» (2012)[24]
- «Oxygen» (2011)[25]
- «My Heart In 2» (2011)[26]
- «I Belong To You» (2010)[27]

## Чарти
| Назва                   | Рік  | Найвища позиція |
| ----------------------- | ---- | --------------- |
| «I Can't Get Enough»    | 2022 | 5               |
| «Give My Heart a Break» | 2024 | 7               |